# MFS Records
MFS Records — независимый лейбл звукозаписи, существовавший с 1990 по 2005 год. Он был основан англичанином Марком Ридером, и находился в столице Германии — Берлине. До 1993 года он финансировался музыкальным лейблом ГДР Deutsche Schallplatten Berlin, пока тот не разорился.
MFS считают одним из первых трансовых музыкальных лейблов, и он был первым, использовавшим термин «музыка транса». Его основой с начала была музыка стиля транс, но вскоре он начал выпускать различные виды электронных жанров. MFS помог начать карьеру таким известным артистам как: Пол ван Дайк, Гарольд Блюхель и многим другим.

## Открытие
Марк Ридер родился 5 января 1958 года в Манчестере, Англия. В молодости Ридер имел интерес к ранней электронной музыке, которую он называл «Sci-Fi музыкой». Подростком он работал в магазине Virgin Records в Манчестере. В 1978 году он решил оставить Великобританию и переместиться в Берлин. Проживая там он работал как звукооператор и диджей на маленьких вечеринках в 1980-х, пока друг не убедил его открыть свой собственный рекорд лейбл, ввиду его таланта в электронной музыке.

## 1990-е
В декабре 1990 года Ридер основал MFS. Название было взято из инициалов Министерства государственной безопасности ГДР.. Первыми артистами, кто был записан на лейбле были Пол Броус, и Джонни Климек (Effective Force), «2 German Latinos», и «Neutron 9000». MFS вскоре записал таких артистов как Mijk Van Dijk, Cosmic Baby, Humate и Пол ван Дайк. Один из самых известных проектов в рамках MFS было: «The Visions of Shiva» — сотрудничество Харальд Blüchel и Пола ван Дайка. Вместе они выпустили «Perfect Day» и «How Much Can You Take?» прежде чем их пути разошлись в 1993 году. Ещё один из известных MFS-релизов был «Love Stimulation» Humate 1993 года, вместе с ремиксом Пола ван Дайка.
MFS выпустил свою первую компиляцию в 1992 году, названную «Tranceformed From Beyond», микс, который был записан Cosmic Baby и Mijk Van Dijk. Год спустя MFS попросил, чтобы Paul Van Dyk сделал микс, который позже вышел под названием «X-MIX 1. THE MFS TRIP». Некоторые известные альбомы от MFS: Stellar Supreme (1992), 45 RPM (1994). После ухода многих музыкантов, включая Cosmic Baby, который оставил лейбл в 1994 году, MFS начал издавать более андеграундных артистов. Пол ван Дайк оставался с MFS вплоть до 1998 года, до того момента, когда он сформировал свой собственный лейбл — Vandit. MFS позже участвовал в судебном процессе с Полом по поводу его студийного альбома Out There and Back.

## Закрытие
После 1999 года танцевальная сцена начала развиваться в новом направлении, в основном в транс. MFS позже имел проблемы из-за изменения и появления новых лейблов в конце столетия. Марк Ридер дистанцироваться от транса и сосредоточился больше на других жанрах, главным образом на техно. В 2000 году MFS создал два маленьких лейбла: Flesh и Telemetric. Внимание на лейбле было главным образом направлено в сторону техно, включая некоторые выпуски трансовой музыки. Но лейбл недолго просуществовал и не смог достичь коммерческого успеха. MFS и все его лейблы прекратили всю деятельность в 2005 году.